# OpenMG
OpenMG è un sistema di gestione dei diritti digitali sviluppato da Sony. È utilizzato da software quali SonicStage e BeatJam, oltre che dal servizio Connect. Le estensioni associate a OpenMG sono .oga e .ogm.
Creato nell'ambito della Secure Digital Music Initiative, è stato adottato grazie a una serie di accordi con Microsoft, IBM e altre società. In seguito all'introduzione di OpenMG Sony ha realizzato nuovi sistemi di DRM denominati OpenMG Light e OpenMG X.